# سنجوة
سنجوة هي قرية في مقاطعة سردشت، إيران. يقدر عدد سكانها بـ 403 نسمة بحسب إحصاء 2016.